# Dobytí Kartága Vandaly
Dobytí Kartága Vandaly došlo 19. října 439, kdy Kartágo, tehdy patřící Západořímské říši, dobyl král Vandalů Geiserich. Kartága se následně stalo hlavním městem království Vandalů.

## Pozadí
V roce 406 Vandalové překročili zamrzlý Rýn a táhli Galií. V roce 409 překročili Pyreneje a ovládli Andalusii a Galícii.  V roce 428 se Vandalové vylodili u Tangeru a během dvou let dobyli většinu středomořského pobřeží severní Afriky kromě nejvýznamnějších měst. Od května 430 do července 431 Vandalové neúspěšně obléhali Hippo Regius, ale v roce 435 ho získali mírovou smlouvou se Západořímskou říší.

## Dobytí Kartága a následky

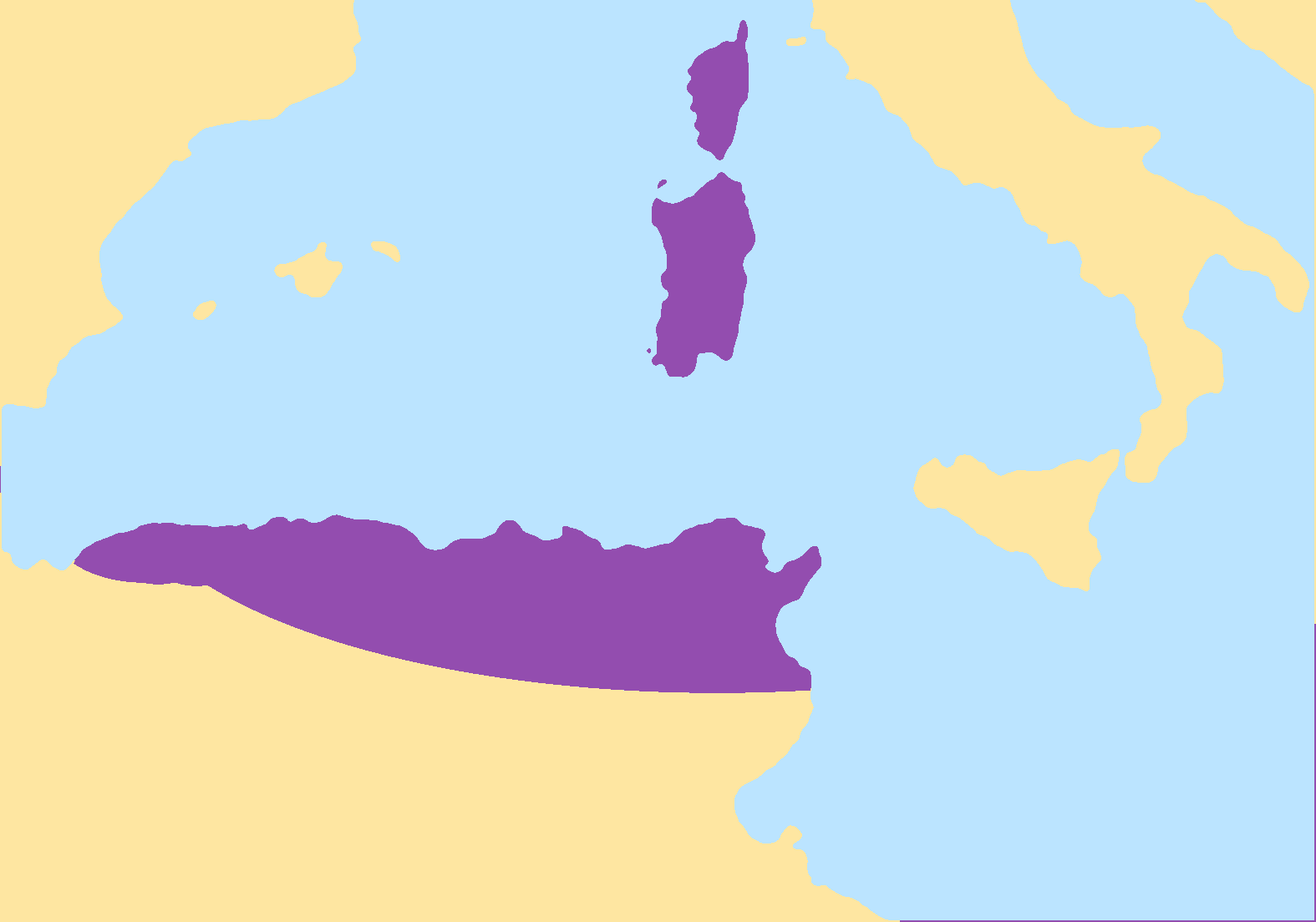
Vandalské království v roce 455

I přes mírovou smlouvu Geiserich 19. října 439 nečekaně zaútočil na tehdy římské Kartágo a dobyl ho. Z Kartága se stalo hlavní město Vandalského království, které ovládalo území část středomořského pobřeží severní Afriky, Sardinii, Korsiku a Baleáry. V roce 533 Kartágo dobyl během vandalské války generál Byzantské říše Belisarios.